# Acaena novemdentata
Acaena novemdentata é uma espécie de rosácea do gênero Acaena, pertencente à família Rosaceae.